# Tauno Suontausta
Tauno Erland Suontausta, född 18 februari 1907 i Åbo, död 7 november 1974 i Helsingfors, var en finländsk försäkringsdirektör. Han var bror till Yrjö Suontausta.
Suontausta blev student 1926, avlade högre rättsexamen 1932, blev vicehäradshövding 1937, juris kandidat 1938 och juris doktor 1944. Han tjänstgjorde inom utrikesförvaltningen 1935–1947, var ledamot av Högsta förvaltningsdomstolen 1952–1955 och verkställande direktör i Finska försäkringsbolagens centralförbund 1955–1972. Han spelade under åren 1946–1948 en framträdande roll som tjänsteman inom den finländska delegationen vid fredsförhandlingarna i Paris och vid förhandlingarna om vänskaps-, samarbets- och biståndspakten i Moskva och var justitieminister i Karl-August Fagerholms socialdemokratiska minoritetsregering 1948–1950.